# Толстой, Илья Андреевич (полковник)
Илья́ Андре́евич Толсто́й (3 февраля 1903, село Таптыково, Тульский уезд, Тульская губерния — 28 октября 1970, Нью-Йорк) — полковник армии США, известен своей военно-дипломатической миссией из США в Тибет в годы Второй мировой войны и сопутствующей фотосъёмкой, географ, основатель первого в мире дельфинария, фотограф, путешественник, дипломат. Внук Л. Н. Толстого, шурин С. А. Есенина.

## Биография

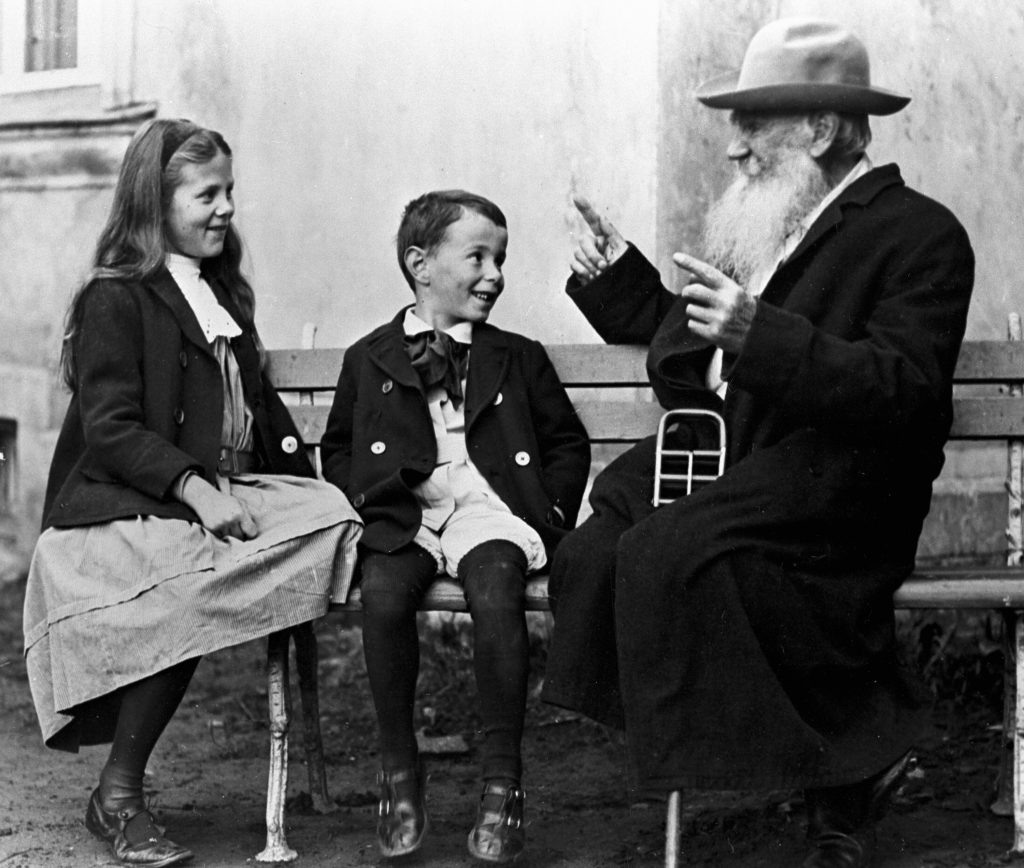
Л. Н. Толстой рассказывает сказку внукам Софье и Илье, 1909—1910-е годы.

Родился в семье русского государственного деятеля Андрея Львовича Толстого (сын писателя Л.Н. Толстого) и Ольги Константиновны Дитерихс (дочь генерала К. А. Дитерихса). Учился в Московском сельскохозяйственном училище. В 1917—1918 годах работал в Российском департаменте сельского хозяйства в Туркестане.
В 1924 году эмигрировал в США.
Географ. Основатель первого в мире дельфинария, полковник армии США, посланник президента Рузвельта в Тибет в 1942. Встречался с Далай-ламой XIV, когда тому было 7 лет.
Оставил (вместе с коллегой по экспедиции капитаном Бруком Доланом) значительное научно и исторически ценное наследие в виде около 240 фотографий Тибета начала 1940-х годов.
Первым браком женат с 1920 года — на Зое Дмитриевне Платоновой, вторым браком — на Вере Ильиничне Сидорковой.
Похоронен на кладбище Новодивеевского монастыря в местечке Нануэт, Нью-Йорк, в 30 км к северу от Манхэттена.